# Douglas Moo
Douglas J. Moo (nascido em 15 de março de 1950) é um estudioso do Novo Testamento Reformado que, após lecionar por mais de vinte anos na Trinity Evangelical Divinity School em Illinois, atuou como Blanchard Professor de Novo Testamento na Wheaton College Graduate School de 2000 até sua aposentadoria em 2023. Ele recebeu seu Ph.D. na University of St. Andrews, em St. Andrews, Escócia.
Moo publicou várias obras teológicas e comentários sobre a Bíblia; entre elas, destaca-se An Introduction to the New Testament (com D.A. Carson e Leon Morris) e The Epistle to the Romans (parte da série New International Commentary on the New Testament). Seus atuais interesses de pesquisa são Romanos, teologia paulina (e exegese) e teologia ambiental. Ele é membro do comitê de tradução que produziu a NIV e a TNIV desde 1996 e é seu atual presidente. Anteriormente, ele editou o Trinity Journal.
Em 2014, um Festschrift foi publicado em sua homenagem: Studies in the Pauline Epistles: Essays in Honor of Douglas J. Moo, que incluiu contribuições de G. K. Beale, Craig Blomberg, James Dunn, Grant R. Osborne, Thomas R. Schreiner e N. T. Wright.

## Obras

### Books
- Moo, Douglas J. (1985). The Epistle of James. Col: Tyndale New Testament Commentary. Leicester; Grand Rapids, MI: IVP; Eerdmans. ISBN 978-0-8028-0079-4
- ——— (1991). Romans 1–8. Col: Wycliffe Exegetical Commentary. Chicago, IL: Moody Press. ISBN 978-0-8024-9263-0
- ———; Carson, D. A.; Morris, Leon (1992). An Introduction to the New Testament. Col: New Testament Studies 1st ed. Grand Rapids, MI: Zondervan. ISBN 978-0-310-51940-9. OCLC 24218222
- ——— (1996). The Epistle to the Romans. Col: NICNT 1st ed. Grand Rapids, MI: Eerdmans. ISBN 978-0-8028-2317-5. OCLC 34933859
- ——— (1996). 2 Peter, Jude. Col: NIV Application Commentary (NIVAC). Grand Rapids, MI: Zondervan. ISBN 978-0-310-20104-5
- ——— (1997). The Gospel and contemporary perspectives. [S.l.]: Kregel. ISBN 978-0-8254-3349-8. (pede registo (ajuda))
- ——— (2000). The Letter of James. Col: Pillar New Testament Commentary 1st ed. Grand Rapids, MI: Eerdmans. ISBN 978-0-8028-3730-1
- ——— (2000). Romans. Col: NIV Application Commentary (NIVAC). Grand Rapids, MI: Zondervan. ISBN 978-0-31049400-3
- ——— (2002). Encountering the Book of Romans: A Theological Survey. Grand Rapids, MI: Baker. ISBN 978-0-8010-2546-4
- ——— (2008). The Letters to the Colossians and to Philemon. Col: Pillar New Testament Commentary. Grand Rapids, MI: Zondervan. ISBN 978-0-8028-3727-1
- ——— (2008). The Old Testament in the Gospel Passion Narratives. Eugene, OR: Wipf & Stock. ISBN 978-1-55635-757-2
- ———; Carson, D. A. (2004). Introduction to the New Testament 2nd rev. ed. Grand Rapids, MI: Zondervan. ISBN 978-0-310-23859-1. OCLC 694971820
- ——— (2013). Galatians. Col: Baker Exegetical Commentary on the New Testament. Grand Rapids, MI: Baker Academic. ISBN 978-0-8010-2754-3
- ——— (2018). Creation Care: A Biblical Theology of the Natural World. Col: Biblical Theology for Life series. Grand Rapids, MI: Zondervan. ISBN 978-0-31029374-3
- ——— (2018). The Epistle to the Romans. Col: NICNT 2nd ed. Grand Rapids, MI: Eerdmans. ISBN 978-0-8028-7121-3
- ——— (2021). The Letter of James. Col: Pillar New Testament Commentary 2nd ed. Grand Rapids, MI: Eerdmans. ISBN 978-0-8028-7666-9

### Edições
- Moo, Douglas J., ed. (1997). The gospel and contemporary perspectives. Col: Biblical forum series. 2. Grand Rapids, MI: Kregel Publications. ISBN 978-0-82543349-8. OCLC 35796452. (pede registo (ajuda))

### Artigos
- Moo, Douglas J. (primavera de 1980). «1 Timothy 2:11–15: Meaning And Significance». Trinity Journal. 1 (1): 62–83
- ——— (primavera de 1981). «'Gospel origins': a reply to J W Wenham». Trinity Journal. 2 (1): 24–36
- ——— (outono de 1981). «The interpretation of 1 Timothy 2:11–15: a rejoinder». Trinity Journal. 2 (2): 198–222
- ——— (outono de 1982). «Romans 6:1–14». Trinity Journal. 3 (2): 215–20
- ——— (outono de 1988). «Divine Healing in the Health and Wealth Gospel». Trinity Journal. New Series. 9 (2): 191–209

### Cursos
- ——— (2015–2016). NT305 New Testament Theology (12 hour course). Logos Mobile Education. Bellingham, WA: Lexham Press

## Festschrift
- Harmon, Matthew S.; Smith, Jay E., eds. (2014). Studies in the Pauline Epistles: Essays in Honor of Douglas J. Moo. Grand Rapids, MI: Zondervan. ISBN 978-0-310-49480-5. OCLC 898163821[3]